# Giovanni Rana
Pour les articles homonymes, voir Rana.
Cet article possède un paronyme, voir Raña.
Giovanni Rana (né le 15 octobre 1937 à Cologna Veneta, en Italie) est un fabricant de pâtes et le fondateur de l'entreprise italienne de produits alimentaires Giovanni Rana qui fabrique et commercialise notamment des produits réfrigérés, pâtes, sauces et plats préparés. La société a démarré en 1962 avec les tortellini et a depuis élargi sa gamme, distribuant ses produits dans plus de 38 pays.

## Histoire
Né en 1937, Giovanni Rana a rejoint ses frères à la boulangerie dans le quartier de San Giovanni Lupatoto en 1950 et a commencé à faire des tortellini, préparant lui-même les pâtes et le remplissage. Il a commencé à produire des pâtes les distribuant en porte-à-porte avec sa moto rouge.
En 1962, le « Pastificio Rana  » a officiellement ouvert ses portes. Au début de la production, les pâtes étaient faites à la main, Giovanni Rana supervisant  la distribution et la livraison des tortellini en porte à porte. 
Pour répondre à la demande croissante, Giovanni Rana a conçu et développé de nouvelles machines. En 1971, l'usine s'établit à San Giovanni Lupatoto. Le fils de Giovanni Rana, Gian Luca Rana (directeur de la société Giovanni Rana) a rejoint la société et a exporté la  marque dans divers pays européens et aux États-Unis. La première usine à Chicago a ouvert en 2012 et en octobre 2012, la société ouvre son premier restaurant aux États-Unis à Chelsea, un quartier de New York,  arrondissement de Manhattan, la même année, La firme a ouvert un restaurant à Regent's Place à Londres, son premier restaurant au Royaume-Uni.
Giovanni Rana a fait sur le tard de la publicité télévisée en France pour ses produits, en duo avec le Lorrain Jean-Pierre Coffe pendant les années 2000/2010.

## Distinctions
- Ordre du Mérite du travail 31 mai 2003[7]

- Commandeur de l'Ordre du Mérite de la République italienne 7 mars 1987[8]